# عزازيل (رواية)
عزازيل هي رواية من تأليف يوسف زيدان، صدرت عن دار الشروق سنة 2008. تدور أحداثها في القرن الخامس الميلادي ما بين صعيد مصر والإسكندرية وشمال سوريا، عقب تبني الإمبراطورية الرومانية للمسيحية، وما تلا ذلك من صراع مذهبي داخلي بين آباء الكنيسة من ناحية، والمؤمنين الجدد والوثنية المتراجعة من جهة ثانية. فازت الرواية بجائزة بوكر العربية سنة 2009، كما حصلت على جائزة «أنوبى» البريطانية لأفضل رواية مترجمة إلى اللغة الإنجليزية سنة 2012. اتهم زيدان بسرقة روايته "عزازيل" من عدة مصادر، أبرزها رواية "أعداء جدد بوجه قديم (هيباتيا)" للكاتب الإنجليزي تشارلز كينغسلي. الكاتب علاء عودة قال إن التفاصيل والبناء والحوار في "عزازيل" منقولة نصًا من رواية كينغسلي، كذلك اتهم بسرقة أفكار من رواية "اسم الوردة" للكاتب الإيطالي أمبرتو إيكو أيضًا، وبنفس التفاصيل أكد ذلك أيضًا الروائي التونسي كمال العيادي.

## الحبكة
الرواية هي ترجمة لمجموعة لفائف مكتوبة باللغة السريانية، دفنت ضمن صندوق خشبي محكم الإغلاق في منطقة الخرائب الأثرية حول محيط قلعة القديس سمعان العمودي قرب حلب/سوريا. كُتبت في القرن الخامس الميلادي وعُثر عليها بحالة جيدة ونادرة، وتم نقلها من اللغة السريانية إلي العربية.
الرقوق الثلاثون عبارة عن سيرة ذاتية للراهب المسيحي المصري هيبا، والذي عاش في الفترة المضطربة من التاريخ المسيحي الكنسي في أوائل القرن الخامس الميلادي والتي تلتها انقسامات هائلة بين الكنائس الكبرى وذلك على خلفية الخلاف حول طبيعة المسيح.
كتب الراهب هيبا رقوقه مدفوعا بطلب من عزازيل أي "الشيطان" حيث كان يقول له:" اكتب يا هيبا، أريدك أن تكتب، اكتب كأنك تعترف، وأكملْ ما كنتَ تحكيه، كله…." وأيضاً " يقول في رده على استفسار هيبا:" نعم يا هيبا، عزازيل الذي يأتيك منك وفيك".
وتتناول كتب الراهب هيبا ما حدث له منذ خرج من أخميم في صعيد مصر قاصدا مدينة الأسكندرية لكي يتبحر في الطب واللاهوت. وهناك تعرض لإغواء امرأة إسكندرية وثنية (أوكتافيا) أحبته ثم طردته لما عرفت أنه راهب مسيحي. ثم خروجة هاربا من الإسكندرية بعد ثلاث سنوات بعد أن شهد بشاعة مقتل العالمة هيباتيا الوثنية علي يد الغوغاء من مسيحيي الإسكندرية بتحريض من بابا الإسكندرية. ثم خروجه إلى فلسطين للبحث عن أصول الديانة واستقراره في أورشاليم (القدس) ولقائه بالقس نسطور الذي أحبه كثيرا وأرسله إلى دير هادئ بالقرب من أنطاكية. وفي ذلك الدير يزداد الصراع النفسي داخل نفس الراهب وشكوكه حول العقيدة، ويصاحب ذلك وقوعه في الحب مع امرأة تدعي (مرتا)، وينهي الرواية بقرار أن يرحل من الدير وأن يتحرر من مخاوفه بدون أن يوضح إلى أين.
الرواية تمتاز بلغتها العربية الفصيحة وتناولها فترة زمنية غير مطروقة في الأدب العربي برغم أهميتها، وتمتاز في كثير من مواضعها بلغة شعرية ذات طابع صوفي كما في مناجاة هيبا لربه.[بحاجة لمصدر]

## الشخصيات
- هيبا: الراهب المصري وبطل الرواية، ينتمي لصعيد مصر، التحق بالرهبنة ودرس الطب، وهو الكاتب المفترض للرقوق الثلاثين التي تحكي الرواية. يعاني من عقد نفسية نتيجة ماضيه المؤلم ويعيش صراعًا داخليًا بين الإيمان والرغبة، بين الرهبنة والحياة، بين الحقيقة والخوف.
- عزازيل: الشيطان الذي يخاطب هيبا طوال الرواية ويحثه على التدوين. لا يظهر كرمز للشر المطلق بل كصوت داخلي يمزج بين التحريض على المواجهة والانعتاق والتأمل في الذات والوجود.
- أوكتافيا: امرأة رومانية أحبها هيبا في أورشليم، عاش معها تجربة حب جسدي وروحي، تمثل صورة الحب الإنساني الدافئ والنقي، لكنها تُقتل لاحقًا على يد متعصبين دينيين.
- هيباتيا: عالمة وفيلسوفة وثنية قُتلت بوحشية في الإسكندرية على يد جماعة دينية متطرفة، تمثل العقل والعلم والجمال، وتشكل رمزًا للتنوير المغدور.
- مرتا: مغنية شابة جميلة وقع هيبا في حبها في مراحل لاحقة من حياته، ترمز للجمال والبراءة، وتثير في داخله التردد بين الرهبنة والحياة الطبيعية.
- نسطور: أسقف القسطنطينية الذي رفض القول بألوهية المسيح، فتم عزله. يمثّل الفكر اللاهوتي المختلف والانشقاق العقائدي داخل الكنيسة.
- كيرلس: بطريرك الإسكندرية، قائد متشدد دينيًا، يُحمّله السرد مسؤولية التحريض على قتل هيباتيا واضطهاد المختلفين فكريًا ودينيًا.
- عم هيبا: الشخصية التي دفعته إلى دخول الرهبنة ودراسة الطب، وكان بمثابة والده بعد مقتل أبيه.
- والدة هيبا: تخلت عن ابنها بعد زواجها من قاتل والده، وتشكل في ذاكرة الراهب رمزًا للخيانة والألم العائلي.
- الراهب المترجم: اكتشف الرقوق ونسخها، ظل مجهول الاسم، لكنه أدى دورًا محوريًا في نقل الحكاية من ماضيها السحيق إلى القارئ المعاصر.

## جوائز
فازت الرواية بالجائزة العالمية للرواية العربية كأفضل رواية عربية لعام 2009م. كما نالت الرواية استحسانا كبيرا من قبل النقاد والقراء العرب وشهدت أسواق الكتب بمصر إقبالا على شراء الرواية.

## الانتقادات
أثارت جدلا واسعا؛ نظرا لأنها تناولت الخلافات اللاهوتية المسيحية القديمة حول طبيعة المسيح ووضع السيدة العذراء، والاضطهاد الذي قام به المسيحيون ضد الوثنيين المصريين في الفترات التي أضحت فيها المسيحية ديانة الأغلبية المصرية. وقد أصدر الأنبا بيشوي سكرتير المجمع المقدس للكنيسة القبطية الأرثوذكسية بيانًا اتهم فيه مؤلف الرواية بالإساءة إلى المسيحية، مشيرا إلى أنه أخذ فيها منحى المؤلف دان براون في روايته شفرة دافنشي  وقد كانت الرواية تكشف التناقضات التي كانت تجول في رأس الراهب هيبا بين المنطق والفلسفة وبين الدين وهذا هو سبب الذي أدى إلى مقتل هيباتيا التي كانت تتعاطى الفلسفة من قبل أسقف الكنيسة ورجالها الذين أمعنوا في التمثيل في جثتها باسم الرب كما وضحت الرواية. وهذا ما دفع الراهب لترك الإسكندرية متجها نحو القدس للبحث عن أصول الدين وحقيقته. كما وضحت التناقضات الكثيرة حول ماهية السيد المسيح والتي عظمت هذه التناقضات بعدها بفترة وتحولت إلى طوائف وانقسامات كبيرة في الدين المسيحي. كما بينت طبيعة الغرائز البشرية بحبه للفتاة الوثنية أوكتافيا التي قتلت وهي تدافع عن هيباتيا وبينت كيفية استغلال الدين للوصول إلى السلطة.

### اتهام السرقة الأدبية
اتهم الكاتب علاء عودة زيدان بسرقة رواية "عزازيل" عن رواية "أعداء جدد بوجه قديم"، للكاتب الإنجليزي تشارلز كينغسلي، التي كُتبت في منتصف القرن التاسع عشر الميلادي. وقال في اتهامه إن "التفاصيل والبناء وحتى الحوار منذ بداية الرواية (عزازيل) وحتى خروج الراهب هاربا من الإسكندرية منقولة نصا من رواية كينغسلي، وكأن كاتبنا الكبير حرص على عدم بذل أي مجهود في كتابة روايته الثانية -الأولى كانت "ظل الأفعى"- والمدهش أنه لم يحاول تكرار التجربة، فخرجت رواياته التالية بين متوسطة المستوى ومتواضعة، ما يؤكد أنه أدرك جيدا أنه لا يجوز له التعديل على النص الأصلي". ويضيف الأديب المصري: الحقيقة أننا نظلم الدكتور يوسف زيدان لو اتهمناه بسرقة "عزازيل" من "هيباتيا".. فهو في الواقع لم يسرق "هيباتيا" فحسب، بل سرق رواية أخرى تسمى "اسم الوردة" للكاتب الإيطالي أمبرتو إيكو مطلع الثمانينيات.
رد الكاتب المصري زيدان على الاتهامات بتوكيله محاميه الخاص لرفع دعوى على قناة العربية، التي نشرت تقريرا استندت فيه على تصريحات "المفكر" علاء أبو حمودة يتهمه بالسرقة.
ويقول حمودة لقد كان رد الدكتور يوسف زيدان على الاتهام بأن ذكر أنه لم يقرأ رواية كينغسلي ولا يعرف عنها شيئاً.. ولكن كذّبه حوار قام بتسجيله بنفسه في وقت سابق، أقر فيه بقراءة الرواية وانتقدها كذلك نقدا لاذعا، في مجلة "روزاليوسف"، عدد السبت 21 مارس 2009، مضيفاً أن زيدان فضح أمر "عزازيل" بهذا التصريح المتناقض، وإن كان فتح شهيتي على قراءة المزيد له، ويا للحظ فقد أمسكت بروايته "محال"، وهي عن قصة شاب مصري من أصل سوداني، يطارد أحلامه، ويسافر ويعمل سعياً خلفها، حتى يجد نفسه في نهاية القصة بلا ذنب داخل معتقل "غوانتانامو".

### آراء نقدية
- «هذه الرواية عمل مبدع وخطير؛ مبدع لما يحتويه من مناطق حوارية إنسانية، مكتوبة بحسايسة مرهفة تمتزج فيها العاطفة بالمتعة، وخطير لأنه يتضمن دراسة في نشأة وتطور الصراع المذهبي بين الطوائف المسيحية في المشرق.. إن يوسف زيدان يتميز بالموهبتين، موهبة المبدع وموهبة الباحث؛ وكثيرًا ما تتداخل الموهبتان في هذا العمل» -سامي خشبة
- «لو قرأنا هذه الرواية قراءة حقيقية، لأدركنا سمو أهدافها ونبل غاياتها الأخلاقية والروحية التي هي تأكيد لقيم التسامح وتقبل الآخر، واحترام حق الاختلاف، ورفض مبدأ العنف. ولغة الرواية لغة شعرية، تترجع في أصداء المناجاة الصوفية، خصوصًا حين نقرأ مناجاة هيبا لربه». -جابر عصفور
- «يوسف زيدان هو أول روائي مسلم، يكتب عن اللاهوت المسيحي بشكل روائي عميق. وهو أول مسلم، يُحاول أن يعطي حلولا لمشكلات كنسية كُبرى.. إن يوسف زيدان اقتحم حياة الأديرة، ورسم بريشة راهب أحداثًا كنسية حدثت بالفعل، وكان لها أثر عظيم في تاريخ الكنيسة القبطية» -المطران يوحنا غريغوريوس

## اقتباسات من الرواية
- أبهجني مسُّ البحر لكعبيَّ، ورقَّة ارتماء موجاته المنهكة تحت قدمي.[8]
- البحر... إنه الماء الأعظم الذي بدا منه الوجود. من وراء هذا البحر بلادٌ، من ورائها بحرٌ أعظم يحيط بالعالم.[8]
- للصلاة فعل كالسحر.. فهي مراحٌ للأرواح ومستراحٌ للقلب المحزون وكذلك القداسات التي تغسلنا من همومنا كلها.. بان تلقيها عن كاهلنا إلى بساط الرحمة الربانية فنرتاح إلى حين ثم يعاودنا إليها الحنين ما دمنا مؤمنين بالرب.. فان خرجنا عن حظيرة الإيمان انفردنا وصرنا فريسة تمزقها مخالب القلق وأنياب الفكر.[8]
- لا ينبغي أن نخجل من أمر فرض علينا مهما كان ما دمنا لم نقترفه.[8]